# We are the QUEENS
「We are the QUEENS」（ウィー・アー・ザ・クイーンズ）は、浜崎あゆみの楽曲。2016年9月30日に配信限定シングルとしてリリースされた。

## 解説
デジタルシングルとしては2015年の『Step by step』以来、約1年3ヶ月ぶりのリリース。
本作は浜崎がコラボ出演しているスマートフォンゲーム『CLASH OF QUEENS』のために書き下ろされ、CMソングに起用された。

## 収録曲
1. We are the QUEENS [5:00]
words : ayumi hamasaki / composition : Kazuhiro Hara / arrangement : Yuta Nakano
スマートフォンゲーム「CLASH OF QUEENS」CMソング

## 収録アルバム
- 『TROUBLE』
- 『ANIME & GAME SELECTION』

## 収録ライブ映像
- 『ayumi hamasaki MUSIC for LIFE 〜return〜』
- 『ayumi hamasaki 25th Anniversary LIVE』
- 『TA LIMITED LIVE TOUR 2016』(ayumi hamasaki UNRELEASED LIVE BOX A)
- 『ayumi hamasaki COUNTDOWN LIVE 2018-2019 A -TROUBLE-』(ayumi hamasaki UNRELEASED LIVE BOX A)